# ГЕС Monjolinho (Alzir dos Santos Antunes)
ГЕС Monjolinho (Alzir dos Santos Antunes) – гідроелектростанція на південному сході Бразилії у штаті Ріу-Гранді-ду-Сул. Знаходячись після ГЕС Пассо-Фундо, становить нижній ступінь каскаду на річці Пассо-Фундо, котра є лівою притокою Уругваю.
В межах проекту річку перекрили кам’яно-накидною греблею з бетонним облицюванням висотою 74 метри та довжиною 420 метрів, для якої знадобилось 1,34 млн м3 ґрунту та 12 тис м3 бетону (всього комплекс потребував 93 тис м3 бетону). Вона утримує водосховище з площею поверхні 5,46 км2, із якого починається підвідний тунель довжиною 255 метрів та перетином 12х12 метрів. Він переходить у дві напірні шахти висотою 39 метрів з діаметром 5 метрів, за якими слідують горизонтальні тунелі довжиною по 150 метрів з перетином 5х5 метрів.
У пригреблевому машинному залі встановили дві турбіни типу Френсіс потужністю по 37,75 МВт, які при напорі 61 метр (максимальний 65,3 метра) забезпечують виробництво 395 млн кВт-год електроенергії на рік.